# Битка код Тицина
Битка код Тицина одиграла се у новембру 218. п. н. е. између војске Картагине под Ханибаловом командом и војске Римске републике под командом Публија Корнелија Сципиона. Битка је била на северу Италије, кад је Ханибал прешао Алпе. То је била једна од битака Другог пунског рата и прва битка на италијанском тлу.

## Увод
Након што је Ханибал напустио Шпанију, римска армија под командом Публија Корнелија Сципиона послана је у Масилију (данашњи Марсељ), да би зауставила напредовање Ханибала. Две армије су укрстиле путеве на Рони, али у размаку од неколико дана, тако да су Римљани закаснили. Сципион оставља армију да настави према Шпанији према преосталим картагињанским трупама, а он сам се враћа у Италију.

## Битка
Ханибал прелази Алпе и долази у данашњу северну Италију. Ту регрутира локална галска племена. Кад је Ханибал чуо да се Сципион вратио кренуо је према њему да покаже снагу картагињанске војске. Публије Корнелије Сципион је исто тако био спреман за обрачун. Срећу се на реци Тицин и обе армије ту праве логор.
Крећу у обрачун само са делом својих армија.
Ханибал је вероватно у битку кренуо са већином од својих 6.000 коњаника, који су му остали након преласка Алпа. Сципион је кренуо са коњицом и малим бројем велита (лака пешадија са копљима. Кад су се две армије среле замешао се центар пун коњаника. Ханибал је међутим чувао своју нумидијску коњицу на крилима, па им наређује да нападну са стране велитску формацију. Римска линија је била пробијена, па су се Римљани разбежали и вратили у свој логор.

## Последице
Губици на обе стране су били мали, јер је главнина армија остала нетакнута. Ипак битка код Тицина охрабрује Гале да се придруже Ханибалу. Убрзо је цела северна Италија била Ханибалов савезник, а са галским и лигурским трупама, Ханибал поново располаже са 40.000 војника.
Ханибалова армија је била спремна за инвазију Италије.
Публије Корнелије Сципион је повређен у бици и повлачи се до реке Требија. Његова армија је очувана, а он чека појачање и долазак армије под командом конзула Тиберијаа Семпронија Лонга. Та армија коју очекују повучена је са Сицилије. Следећа битка је битка код Требије.